# Irjalansaari
Irjalansaari är en halvö i Finland.   Den ligger i sjön Kirkkojärvi i den ekonomiska regionen  Helsingfors  och landskapet Nyland, i den södra delen av landet, 40 km nordväst om huvudstaden Helsingfors.